# روند أم كولن 2014
روند أم كولن 2014 (بالفرنسية: Tour de Cologne 2014)‏ هو سباق دراجات هوائية، وهو الموسم رقم 98 من السباق، وأقيم في 21 أبريل 2014، وهو أحد سباقات طواف أوروبا للدراجات 2014، وهو من نوع سباق يوم واحد، وهو من نوع سباق الدراجات.
فاز فيه بالمركز الأول سام بينيت، وبالمركز الثاني باري جوهانس، وبالمركز الثالث جيرالد سيوليك.

## الفائزون
| الترتيب | الفائز        |
| ------- | ------------- |
| الفائز  | سام بينيت     |
| الثاني  | باري جوهانس   |
| الثالث  | جيرالد سيوليك |

## وصلات خارجية
- لمحة عن سباق روند أم كولن 2014 على موقع  ProCyclingStats   (برو  سايكلنج  ستاتس) - إحصاءات  محترفي  الدراجات.
- روند أم كولن 2014 على موقع إحصائيات الدراجات الإحترافية (الإنجليزية)